# La belle Nivernaise
La belle Nivernaise er en fransk stumfilm fra 1924 af Jean Epstein.

## Medvirkende
- Blanche Montel som Clara Louveau
- Marie Lacroix som Mme. Louveau
- Maurice Touzé som Victor Maugendré
- Pierre Hot som M. Louveau
- Max Bonnet
- Jean-David Évremond som Maugendré